# Conquista assíria do Egito
A conquista assíria do Egito cobriu um período relativamente curto do Império Neoassírio de 673 a 673 a.C.. Essa conquista não somente posicionou uma terra de grande prestígio cultural sob o domínio assírio, mas também levou o Império Neoassírio à sua maior extensão.
Assaradão tentou sem sucesso conquistar o Egito em 673 a.C. e conseguiu após três anos. A importante cidade egípcia de Mênfis (próxima da atual Cairo) é conquistada e saqueada, e o rei cuxita Taraca, que anteriormente controlava o Egito, depara o sul, e, como resultado, sua família e membros de sua corte foram capturados. O governo assírio foi imposto ao Egito, no sentido de que vassalos egípcios foram nomeados, impostos foram instituídos, guarnições e oficiais assírios foram nomeados.
Uma rebelião, apoiada por Taraca, logo estourou, e Assaradão iniciou uma campanha militar no Egito em 669 a.C.; contudo o rei assírio morreu durante a trajetória e a campanha foi interrompida. Coube então a seu filho e herdeiro, Assurbanípal, reconquistar o Egito em 667 a.C.. Mênfis foi reconquistada, e o faraó fugiu para o sul mais uma vez e os vassalos assírios no Egito foram renomeados.
Em 664 a.C., o novo governante cuxita Tanutamon conseguiu reconquistar o norte do Egito. Assurbanípal ouviu a notícia e enviou seu exército, derrotando com sucesso o exército egípcio-cuxita, marchou para o sul do Egito e saqueou a importante cidade de Tebas, e o faraó fugiu para o sul para Quipequipi.

## Antecedentes
Os egípcios e cuxitas começaram a agitar os povos dentro do Império Assírio na tentativa de se firmar na região. Como resultado, em 701 a.C., Ezequias, rei de Judá, Lule, rei de Sidom, Sidica, rei de Asquelom e o rei de Ecrom formaram uma aliança com o Egito contra a Assíria. O governante neoassírio Senaqueribe (r. 705–681 a.C.) atacou os rebeldes, conquistando Asquelom, Sidom e Ecrom, derrotando os egípcios e expulsando-os da região. Ele marchou em direção a Jerusalém, destruindo 46 cidades e vilas (incluindo a fortemente defendida cidade de Laquis) em seu caminho. Isso é descrito graficamente em Isaías 10; exatamente o que acontece a seguir não está claro (a Bíblia afirmar que um anjo do Senhor matou 185 000 soldados assírios em Jerusalém depois que Ezequias orou no templo). Existem várias teorias (exército de Taraca, doença, intervenção divina, rendição de Ezequias, teoria dos ratos de Heródoto) sobre por que os assírios falharam em tomar Jerusalém e se retiraram para a Assíria. O relato de Senaqueribe diz que Judá pagou tributo a ele e este foi embora.
Em 681 a.C., Senaqueribe foi assassinado enquanto orava ao deus Nisroque por um ou mais de seus próprios filhos (supostamente chamados de Arda-Mulissi e Nabusarusur), talvez como retribuição por sua destruição da Babilônia.

## Invasão de Assaradão (673 a.C.)

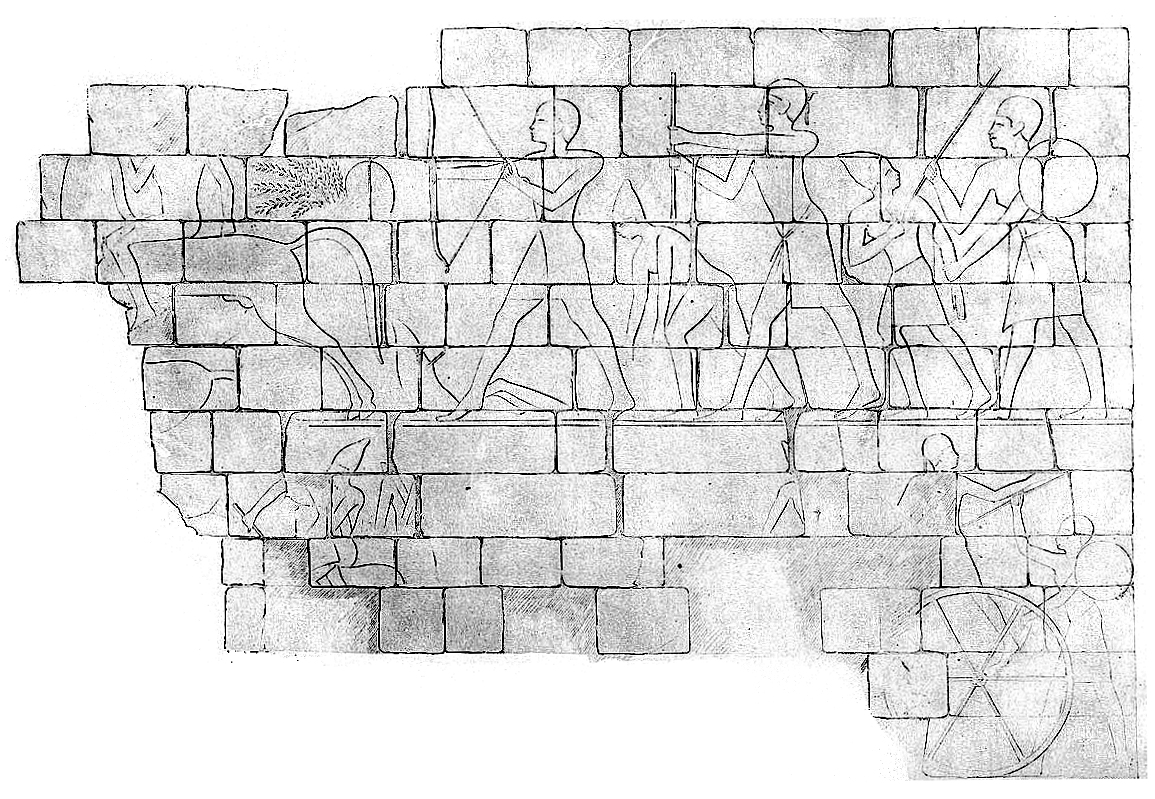
Relevo do Templo de Amom, Jebel Barcal, mostrando os cuxitas derrotando os assírios

Assaradão (r. 681–669 a.C.), filho de Senaqueribe, liderou várias campanhas contra Taraca do Egito, que registrou em vários monumentos. Seu primeiro ataque em 677 a.C., com o objetivo de pacificar as tribos árabes ao redor do Mar Morto, levou-o até o ribeiro do Egito.

### Campanha de 673 a.C.

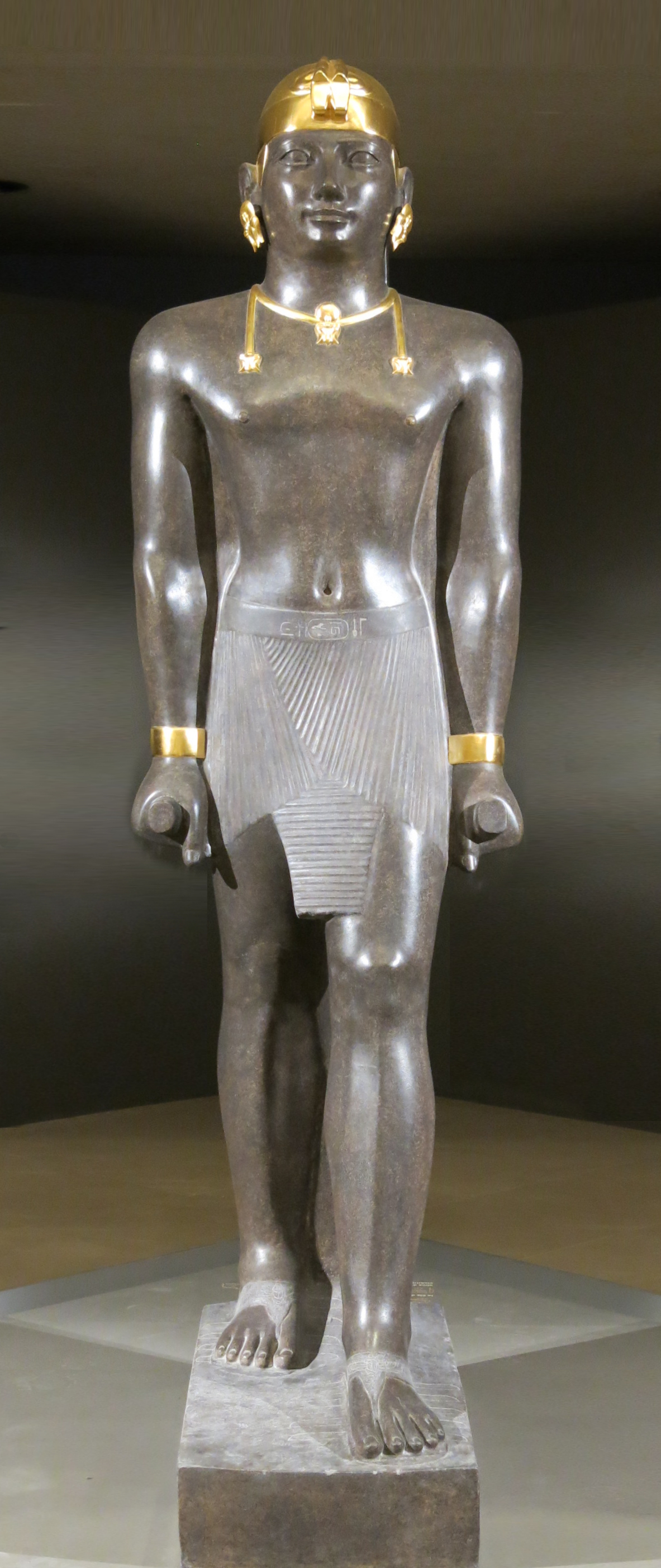
Estátua do governante cuxita e faraó da XXV dinastia Taraca, que liderou a luta contra os assírios. Reconstrução do Museu do Louvre.

Assaradão então invadiu o Egito em 673 a.C.. Esta invasão, que apenas algumas fontes assírias discutem, terminou no que alguns estudiosos supõem ser possivelmente uma das piores derrotas da Assíria. Taraca e seu exército derrotaram os assírios em 674 a.C., de acordo com os registros da Babilônia. Os egípcios durante anos patrocinaram rebeldes e dissidentes na Assíria e Assaradão esperava invadir o Egito e derrotar esse rival de uma só vez.[carece de fontes?] Como Assaradão havia marchado com seu exército em grande velocidade, os assírios estavam exaustos assim que chegaram fora da cidade de Asquelom, controlada pelo Egito, onde foram derrotados pelo faraó cuxita Taraca.[carece de fontes?] Após esta derrota, Assaradão abandonou seu plano para conquistar o Egito no momento e retirou-se para Nínive.

### Campanha de 671 a.C.
Dois anos depois, Assaradão lançou uma invasão total. Nos primeiros meses de 671 a.C., Assaradão novamente marchou contra o Egito. O exército reunido para esta segunda campanha egípcia era consideravelmente maior do que o que Assaradão havia usado em 673 a.C. e ele marchou em uma velocidade muito mais lenta para evitar os problemas que haviam atormentado sua tentativa anterior. Em seu caminho, ele passou por Harã, uma das principais cidades nas partes ocidentais de seu império. Aqui, uma profecia foi revelada ao rei, que previu que a conquista do Egito por Assaradão seria bem-sucedida. De acordo com uma carta enviada a Assurbanípal após a morte de Assaradão, a profecia era a seguinte:
Quando Assaradão marchou para o Egito, um templo de madeira de cedro foi erguido em Harã. Lá, o deus Sim estava entronizado em uma coluna de madeira, duas coroas na cabeça, e de pé na frente dele estava o deus Nusca. Assaradão entrou e colocou as coroas em sua cabeça, e o seguinte foi proclamado: 'Você deve sair e conquistar o mundo!' E ele foi e conquistou o Egito.

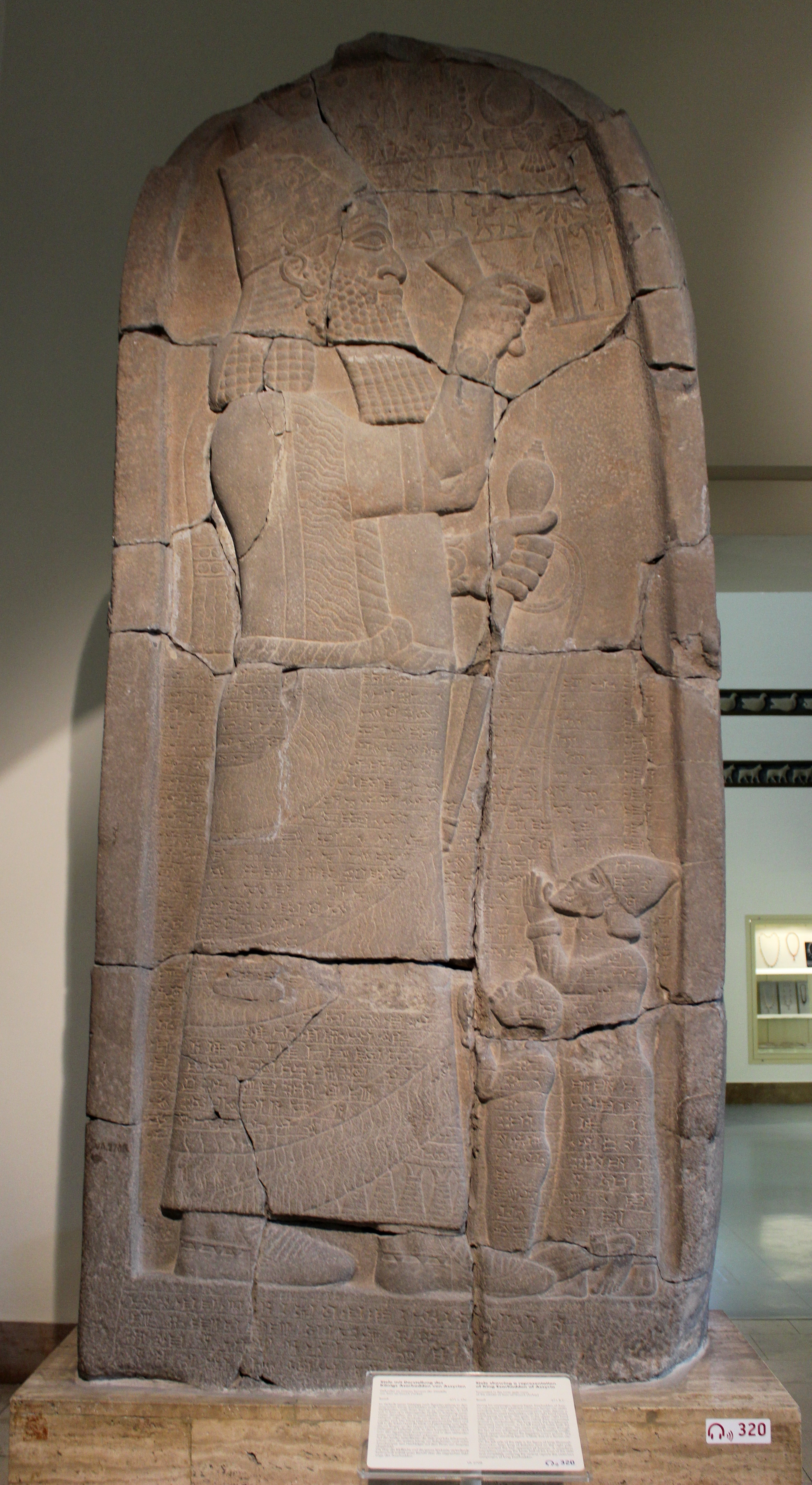
A estela da vitória de Assaradão (agora no Museu de Pérgamo) foi criada após a vitória do rei no Egito e retrata Assaradão em uma pose majestosa com uma maça de guerra na mão e um rei vassalo ajoelhado diante dele. Também está presente Usancuru, o filho pequeno do faraó derrotado Taraca, ajoelhado e com uma corda em volta do pescoço.

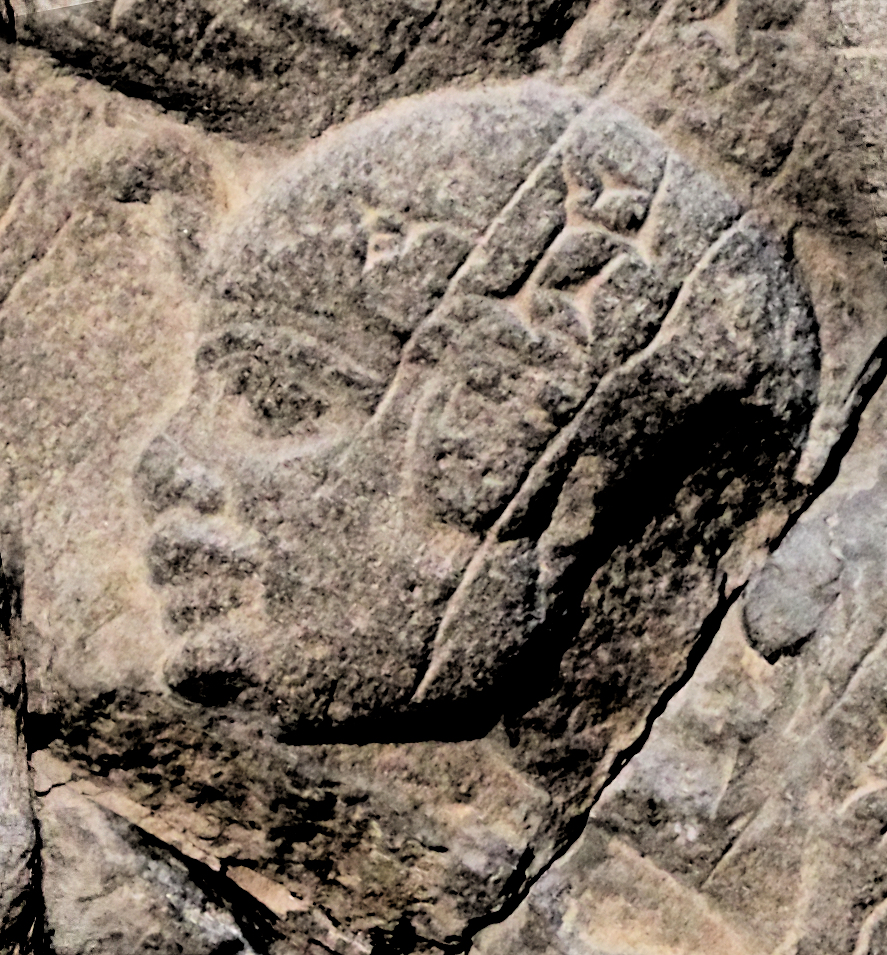
Usancuru, o filho cativo de Taraca, conforme retratado pelos assírios na estela da vitória de Assaradão

Três meses depois de receber esta profecia, as forças de Assaradão foram vitoriosas em sua primeira batalha contra os egípcios. Apesar da profecia e do sucesso inicial, Assaradão não estava convencido de sua própria segurança. Apenas onze dias depois de ter derrotado os egípcios, ele realizou o ritual do "rei substituto", um antigo método assírio destinado a proteger e proteger o rei do perigo iminente anunciado por algum tipo de presságio. Assaradão havia realizado o ritual no início de seu reinado, mas desta vez o deixou incapaz de comandar sua invasão do Egito.
Em 671 a.C., Assaradão tomou e saqueou Mênfis, onde capturou vários membros da família real. Embora o faraó Taraca tenha escapado para o sul, Assaradão capturou a família do faraó, incluindo seu filho e esposa, e a maior parte da corte real, que foram enviados de volta à Assíria como reféns.[carece de fontes?] Assaradão reorganizou a estrutura política no norte, governadores leais ao rei assírio foram colocados no comando dos territórios conquistados e estabeleceu Necao I como rei em Saís. Após o retorno de Assaradão à Assíria, ele ergueu uma estela ao lado da anterior estela comemorativa egípcia e assíria de Nar Elcalbe, bem como uma estela da vitória em Zincirli Höyük, mostrando o jovem filho de Taraca, Usancuru, em cativeiro. 
As Crônicas Babilônicas recontam como o Egito "foi saqueado e seus deuses foram abduzidos". A conquista resultou na realocação de um grande número de egípcios para o coração da Assíria. Em um trecho do texto inscrito em sua estela de vitória, Assaradão descreve a conquista com as seguintes palavras:
Eu matei multidões de seus [por exemplo, os de Taraca] homens e eu o feri cinco vezes com a ponta do meu dardo, com feridas das quais não houve cura. Mênfis, sua cidade real, em meio dia, com minas, túneis, assaltos, sitiei, capturei, destruí, devastei, queimei com fogo. Sua rainha, seu harém, Usanauru, seu herdeiro, e o resto de seus filhos e filhas, suas propriedades e seus bens, seus cavalos, seu gado, suas ovelhas, em números incontáveis, eu levei para a Assíria. A raiz de Cuxe eu arranquei do Egito e ninguém escapou para se submeter a mim. Sobre todo o Egito, nomeei novos reis, vice-reis, governadores, comandantes, superintendentes e escribas. Oferendas e taxas fixas eu estabeleci para Assur e os grandes deuses para sempre; meu tributo real e imposto, anualmente sem cessar, eu impus sobre eles.
Mandei fazer uma estela com meu nome inscrito nela e nela fiz com que fosse escrita a glória e o valor de Assur, meu senhor, meus feitos poderosos, como fui e voltei da proteção de Assur, meu senhor, e o poder da minha mão conquistadora. Para o olhar de todos os meus inimigos, até o fim dos dias, eu o estabeleci.— Estela da vitória de Assaradão
Após a partida do rei assírio, no entanto, Taraca intrigou nos assuntos do Baixo Egito e provocou inúmeras revoltas. Em 669 a.C., Taraca reocupou Mênfis, bem como o Delta, e recomeçou as intrigas com o rei de Tiro. Os governadores assírios e governantes fantoches locais que Assaradão havia nomeado sobre o Egito foram obrigados a fugir da população nativa inquieta que ansiava por independência agora que os cuxitas e núbios haviam sido expulsos.[carece de fontes?]
Uma nova campanha foi lançada por Assaradão em 669 a.C.. No entanto, ele adoeceu no caminho e morreu. Seu filho mais velho Samassumuquim tornou-se rei da Babilônia e seu filho Assurbanípal tornou-se rei da Assíria, com Assurbanípal ocupando a posição sênior e Babilônia sujeita a Nínive.
Os restos de três estátuas colossais de Taraca foram encontrados na entrada do palácio em Nínive. Essas estátuas provavelmente foram trazidas como troféus de guerra por Assaradão, que também trouxe reféns reais e vários objetos de luxo do Egito.

## Invasão de Assurbanípal (667 a.C.)

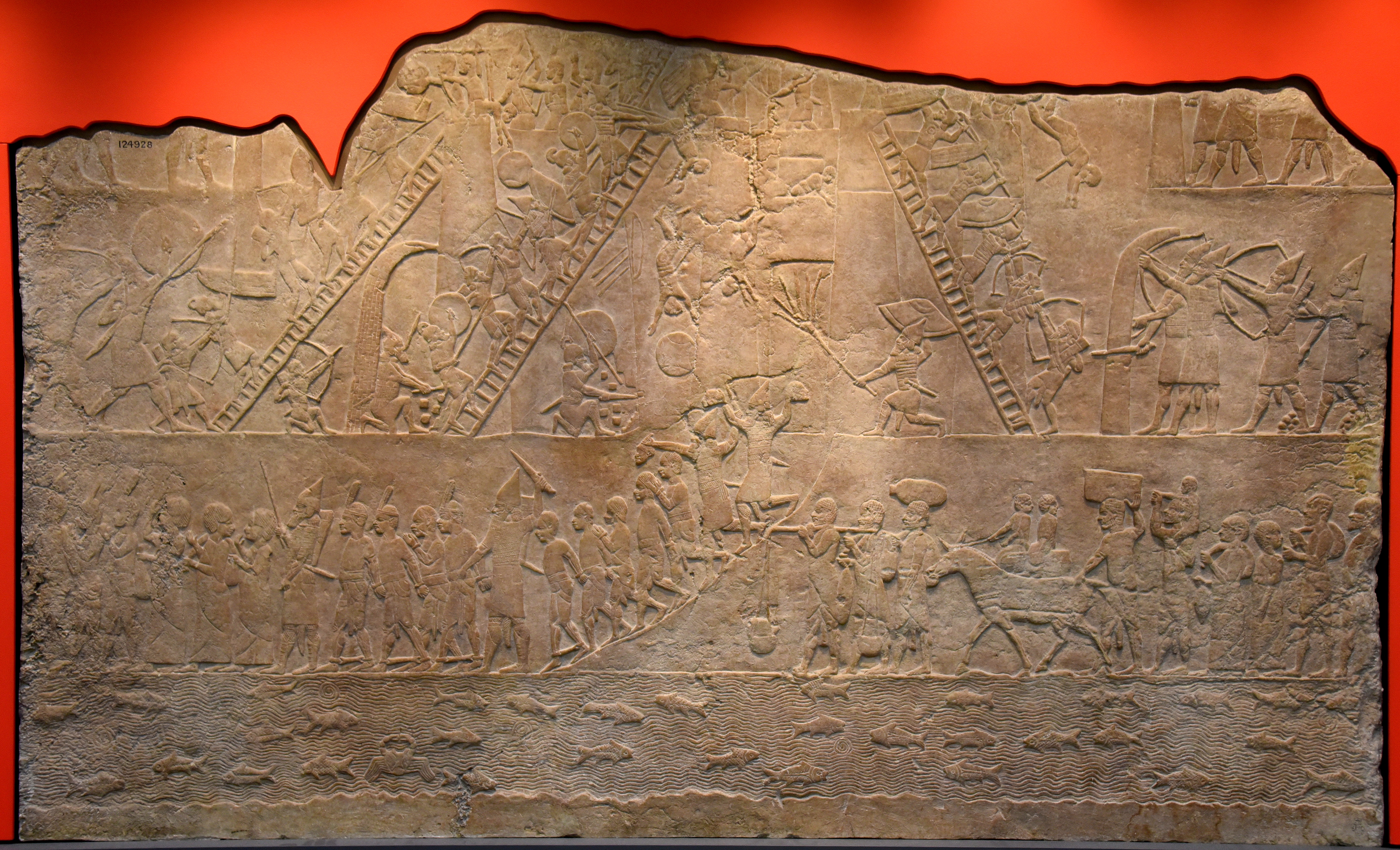
Cerco assírio de um forte egípcio, provavelmente uma cena da guerra em referindo-se à captura de Mênfis. Esculpido em 645–, sob Assurbanípal. Museu Britânico.

Assurbanípal (r. 669–631 a.C.) sucedeu seu pai Assaradão no trono, prosseguindo a campanha para dominar o Egito, quando não se distraía por ter que lidar com as pressões dos medos a leste e dos cimérios e citas ao norte da Assíria. Ele instalou um faraó egípcio nativo, Psamético I, como rei vassalo em 664 a.C..
No entanto, depois que o apelo de Giges da Lídia pela ajuda assíria contra os cimérios foi rejeitado, mercenários lídios foram enviados a Psamético. Por volta de 656/655 a.C., este rei vassalo foi capaz de declarar independência total da Assíria com impunidade, particularmente porque o irmão mais velho de Assurbanípal, Samassumuquim da Babilônia, tornou-se infundido com o nacionalismo babilônico e iniciou uma grande guerra civil naquele ano. No entanto, a nova dinastia no Egito manteve sabiamente relações amistosas com a Assíria.

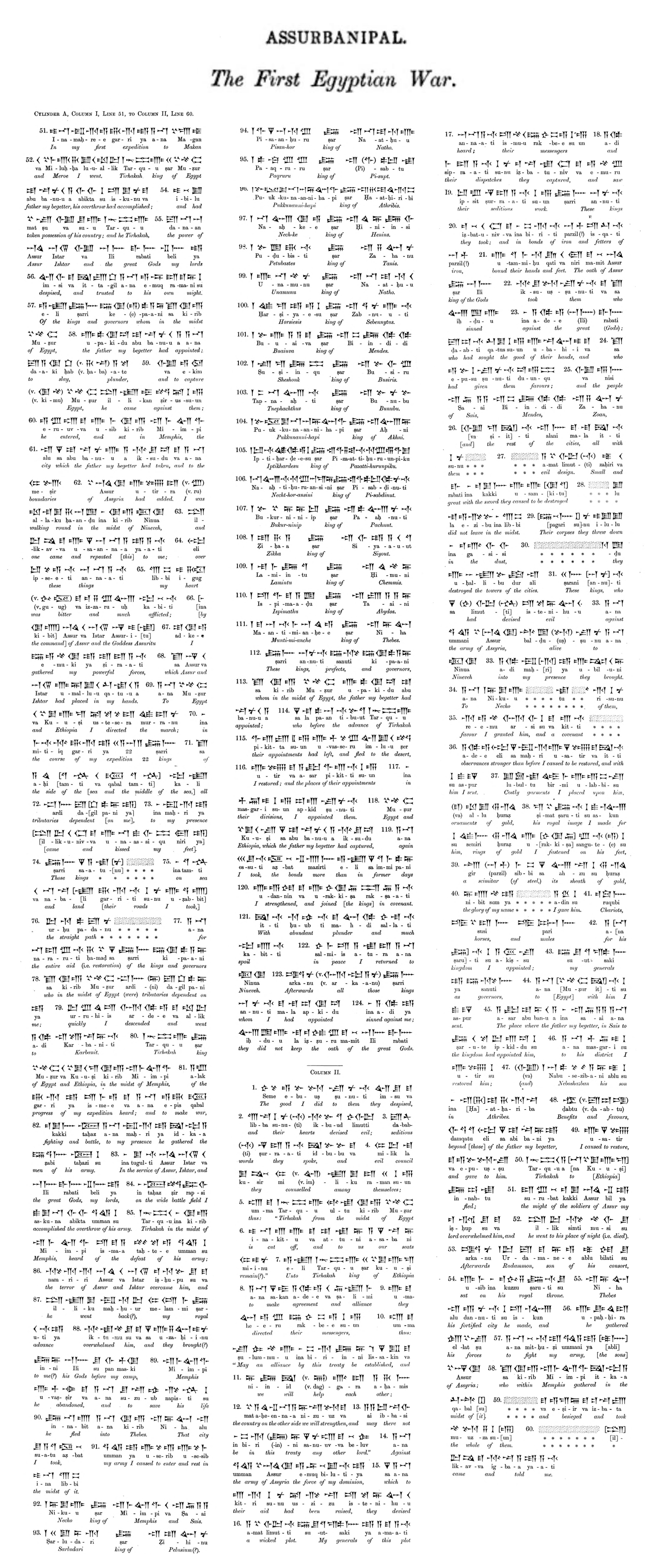
Relato da campanha de Assurbanípal no Egito contra Taraca (tradução do cuneiforme, do cilindro de Rassam de Assurbanípal).

### Primeira campanha contra Taraca (667 a.C.)
Assurbanípal derrotou Taraca em 667 a.C., que depois fugiu para Tebas, marchando com o exército assírio até o sul da cidade egípcia e saqueando numerosas cidades revoltantes:
Em minha primeira campanha marchei contra Magã, Melua, Taraca ( Tar-qu-u), rei do Egito (, Mu-ṣur) e Etiópia ( Ku-u-si "Reino de Cuxe"), a quem Assardiadão, rei da Assíria, o pai que me gerou, derrotou e cuja terra ele trouxe sob seu domínio. Este mesmo Taraca esqueceu o poder de Assur, Istar e os outros grandes deuses, meus senhores, e colocou sua confiança em seu próprio poder. Ele se voltou contra os reis e regentes que meu próprio pai havia nomeado no Egito. Ele entrou e fixou residência em Mênfis, a cidade que meu próprio pai havia conquistado e incorporado ao território assírio...— Cilindro de Rassam de Assurbanípal.
Ainda em 665 a.C., os governantes vassalos de Saís, Mendes e Pelúsio ainda estavam fazendo aberturas para Taraca em Cuxe. A rebelião foi interrompida e Assurbanípal nomeou como seu governante vassalo no Egito Necao I, que havia sido rei da cidade de Saís, e o filho de Necao, Psamético I, que foi educado na capital assíria de Nínive durante o reinado de Assaradão. Após sua vitória, Assurbanípal deixou o Egito.
Taraca morreu em Tebas em 664 a.C., sendo depois seguido por seu sucessor nomeado Tanutamon, filho de Xabaca, ele próprio sucedido por um filho de Taraca, Atlanersa.

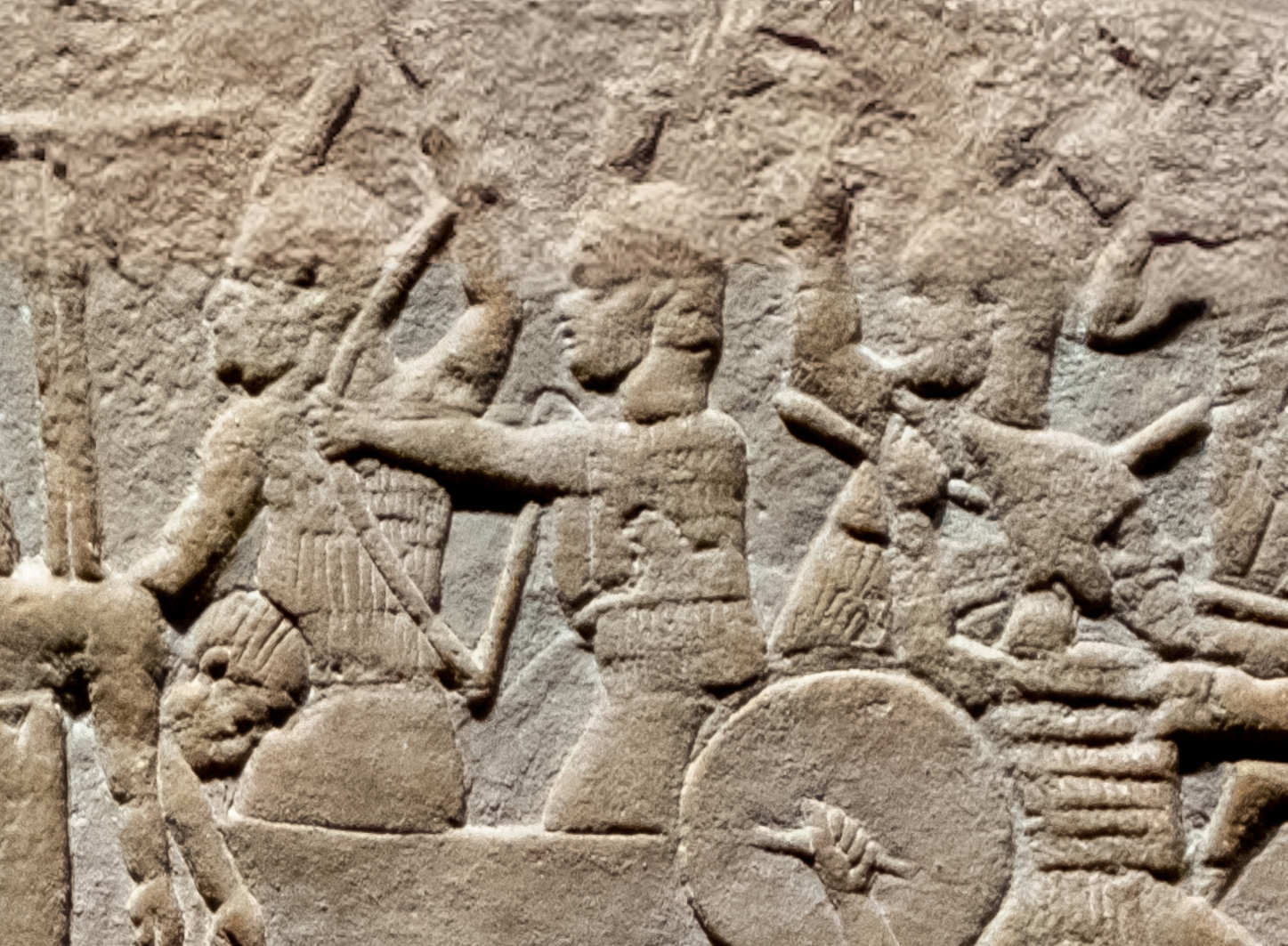
Soldados cuxitas armados de Taraca defendendo sua cidade do ataque assírio.
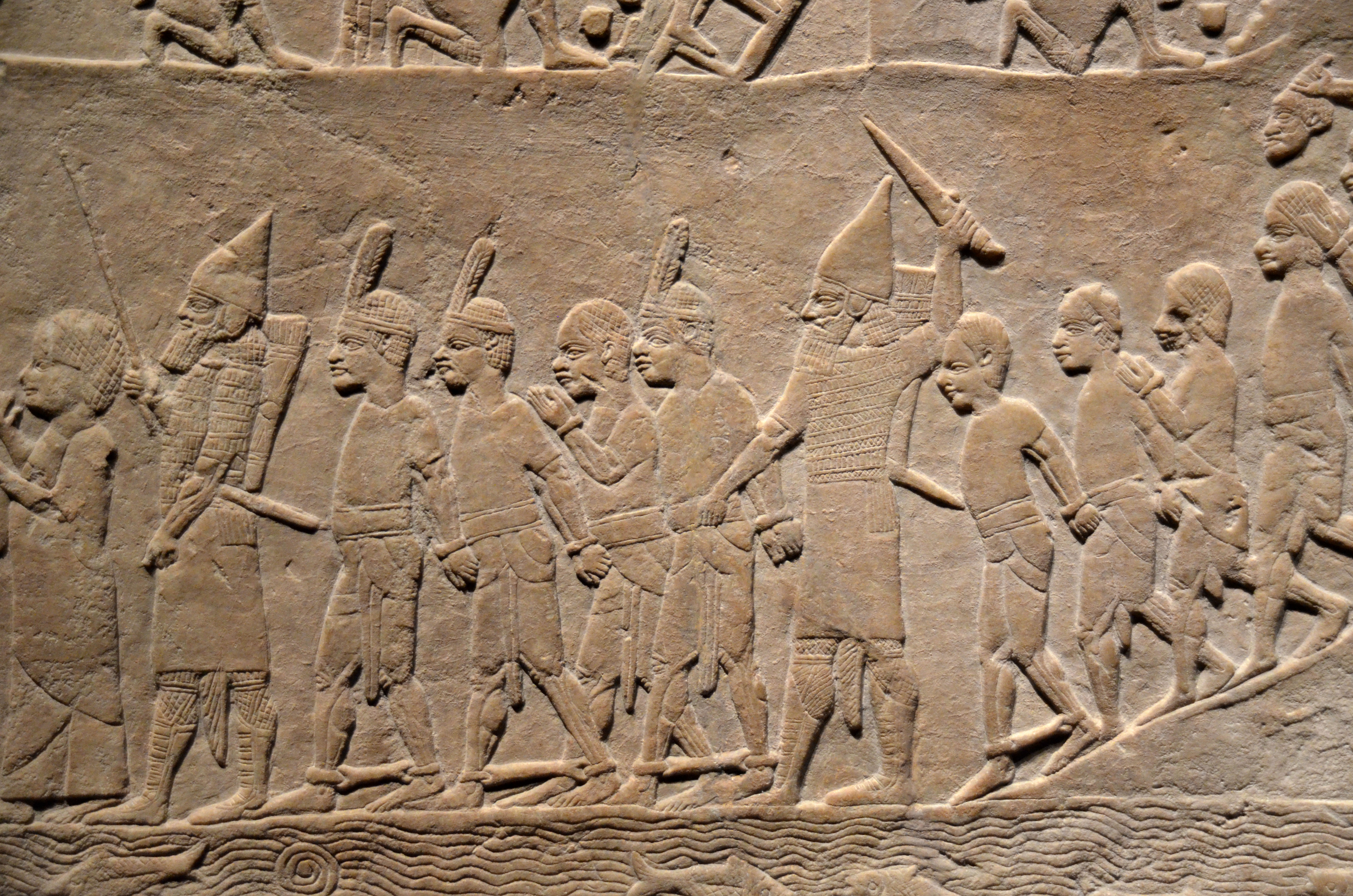
Prisioneiros núbios escoltados por guardas assírios para fora da cidade egípcia.
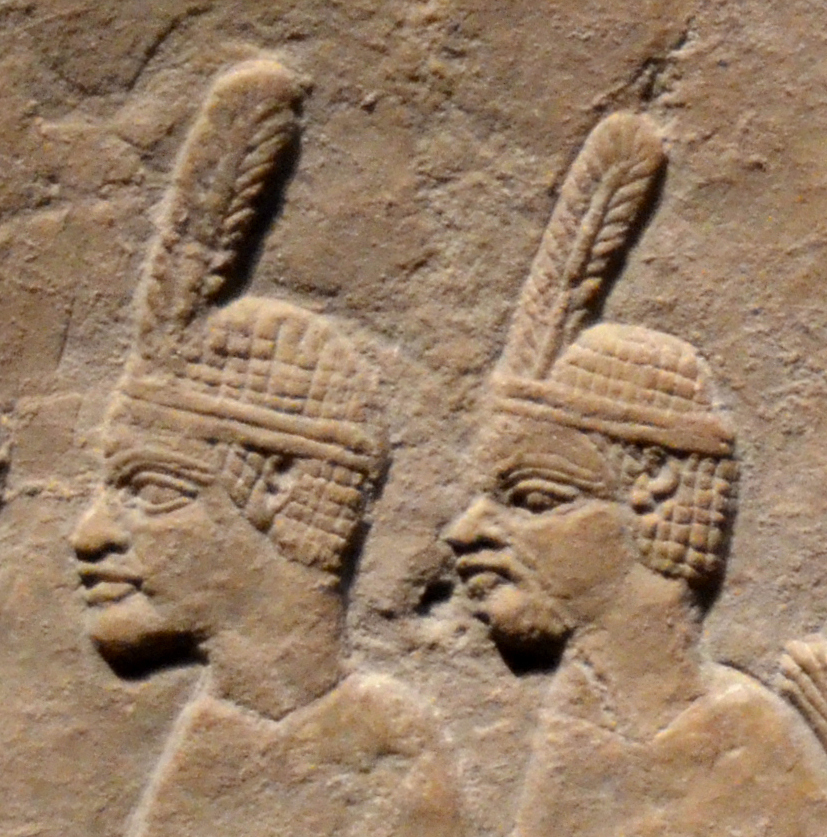
Prisioneiros núbios. Eles usam o capacete típico de uma pena dos soldados de Taraca.

### Segunda campanha contra Tanutamon (663 a.C.)

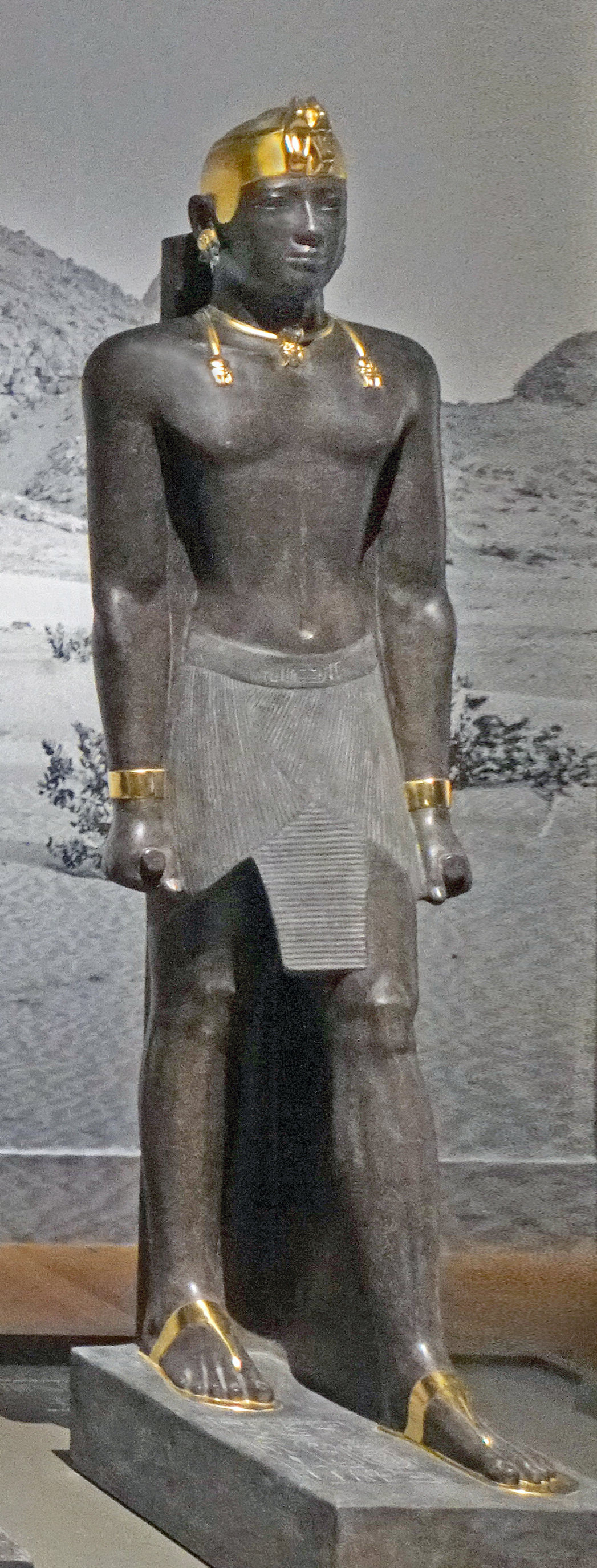
Estátua do governante cuxita e faraó da XXV dinastia Tanutamon. Reconstrução do Museu do Louvre.

O Egito ainda era visto como vulnerável e Tanutamon invadiu o Egito na esperança de restaurar sua família ao trono. Isso levou a um conflito renovado com Assurbanípal em 663 a.C..
Assim que os assírios nomearam Necao I como rei e deixaram o Egito, Tanutamon marchou do Nilo da Núbia e reocupou todo o Egito, incluindo Mênfis. Necao I, representante dos assírios, foi morto na campanha de Tanutamon.
Em reação, os assírios liderados por Assurbanípal retornaram ao Egito com força. Juntamente com o exército de Psamético I, que incluía mercenários carianos, eles travaram uma batalha campal no norte de Mênfis, perto do templo de Ísis, entre Serapeu e Abusir. Tanutamon foi derrotado e fugiu para o Alto Egito, mas apenas 40 dias após a batalha, o exército de Assurbanípal chegou a Tebas. Tanutamon já havia deixado a cidade para Quipequipi, um local que permanece incerto, mas pode ser Com Ombo, cerca de 200 km (124 mi) ao sul de Tebas. A própria cidade foi conquistada "esmagada (como se por) uma tempestade" e fortemente saqueado, no saque de Tebas. O evento não é mencionado em fontes egípcias, mas é conhecido pelos anais assírios, que relatam que os habitantes foram deportados. Os assírios levaram um grande saque de ouro, prata, pedras preciosas, roupas, cavalos, animais fantásticos, bem como dois obeliscos cobertos de eletro pesando 2 500 talentos (c. 75,5 toneladas ou 166 550 lb): No entanto, arqueologicamente, não há evidências positivas de destruição, pilhagem e grandes mudanças em Tebas, com mais sinais de continuidade do que de interrupção, todos os funcionários permanecendo em seus cargos e o desenvolvimento de túmulos continuando sem interrupção.
Esta cidade, toda ela, eu a conquistei com a ajuda de Assur e Istar. Prata, ouro, pedras preciosas, toda a riqueza do palácio, tecidos ricos, linho precioso, grandes cavalos, supervisionando homens e mulheres, dois obeliscos de esplêndido eletro, pesando 2 500 talentos, as portas dos templos eu arranquei de suas bases e as carreguei partir para a Assíria. Com este pesado butim, deixei Tebas. Contra o Egito e Cuxe levantei minha lança e mostrei meu poder. Com as mãos cheias voltei a Nínive, com boa saúde.— Cilindro de Rassam de Assurbanípal

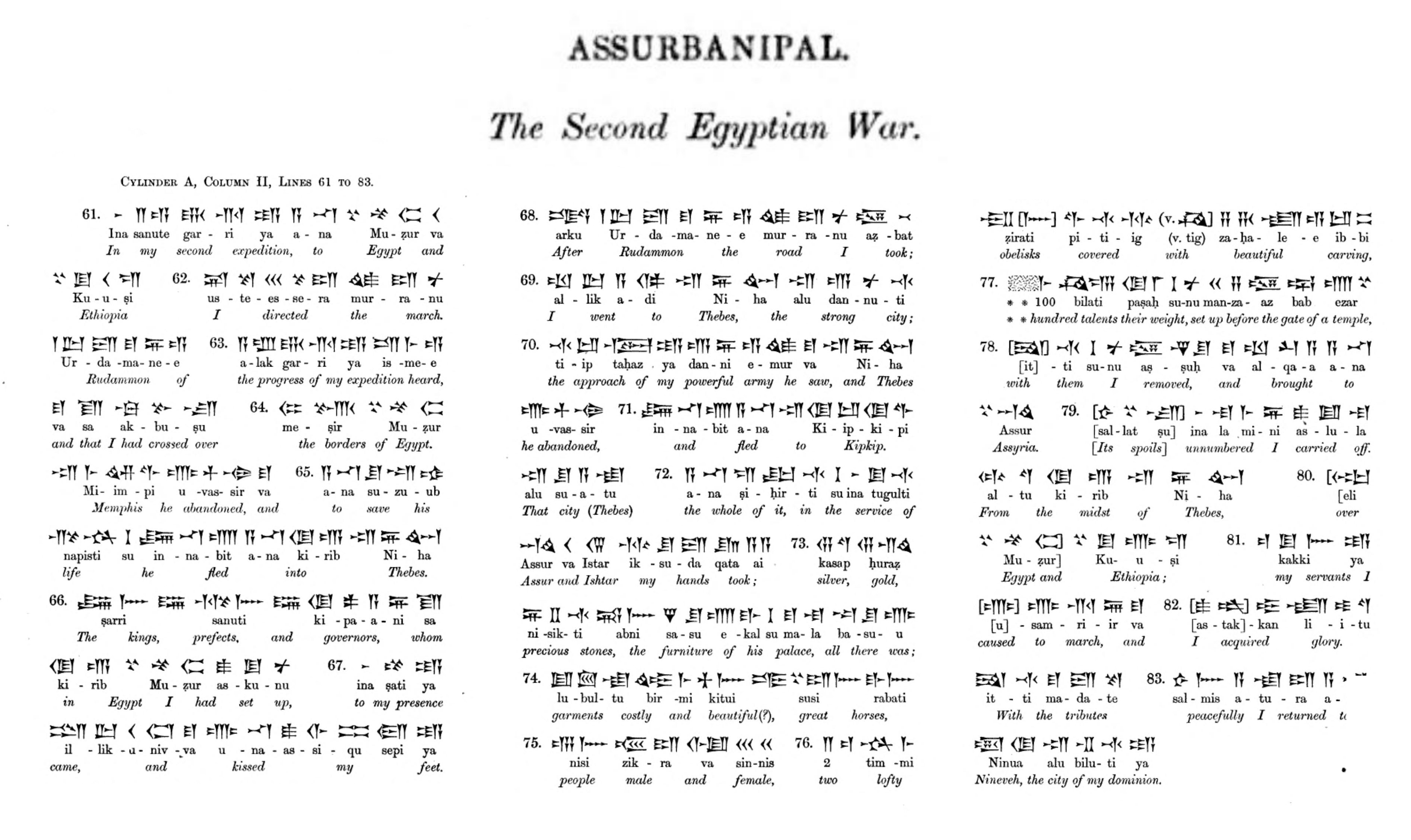
Segunda campanha de Assurbanípal no Egito, no cilindro de Rassam

O saque de Tebas foi um evento importante que reverberou por todo o Antigo Oriente Próximo. É mencionado em Naum 3:8–10:
| “ | És tu melhor do que a populosa Nô-Amom, que estava situada entre os rios, que tinha as águas ao seu redor, cujo baluarte era o mar e sua parede era do mar? A Etiópia e o Egito eram sua força, e era infinita; Pute e Líbia foram teus ajudantes. Ela, porém, foi arrebatada, foi para o cativeiro; também os seus filhinhos foram despedaçados nas entradas de todas as ruas; e lançaram sortes sobre os seus nobres, e todos os seus grandes foram acorrentados | ” |

Uma profecia no Livro de Isaías também se refere ao saque:
| “ | Assim como meu servo Isaías andou despido e descalço por três anos, como um sinal e portento contra o Egito e a Cuxe, assim o rei da Assíria levará despojado e descalço os cativos egípcios e os exilados cuxitas, jovens e velhos, com as nádegas à mostra — para vergonha do Egito. Aqueles que confiaram em Cuxe e se vangloriaram no Egito ficarão consternados e envergonhados. | ” |

A reconquista assíria acabou efetivamente com o controle núbio sobre o Egito, embora a autoridade de Tanutamon ainda fosse reconhecida no Alto Egito até seu 8º ano em 656 a.C., quando a marinha de Psamético I assumiu pacificamente o controle de Tebas e efetivamente unificou todo o Egito. Esses eventos marcaram o início da XXVI dinastia egípcia.

## Artefatos com temática egípcia na Assíria (não de origem egípcia)
Vários artefatos retratando faraós, divindades ou pessoas egípcias foram encontrados em Ninrude e datados do período neoassírio, do século IX a.C. ao século VII a.C..

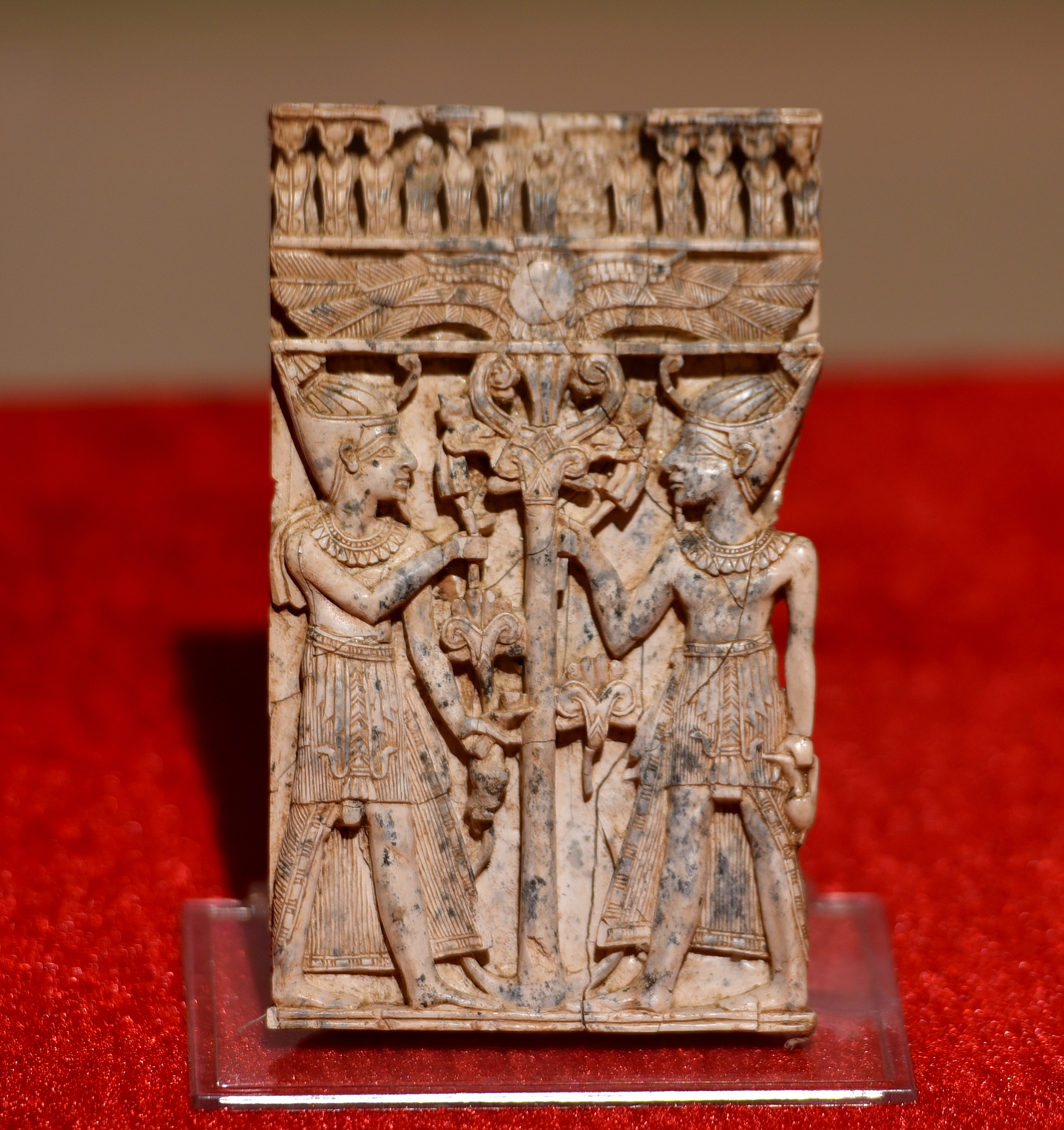
Painel de marfim esculpido mostrando jovens faraós egípcios flanqueando um caule de lótus e flores. De Ninrude, Iraque. Museu do Iraque, Bagdá.
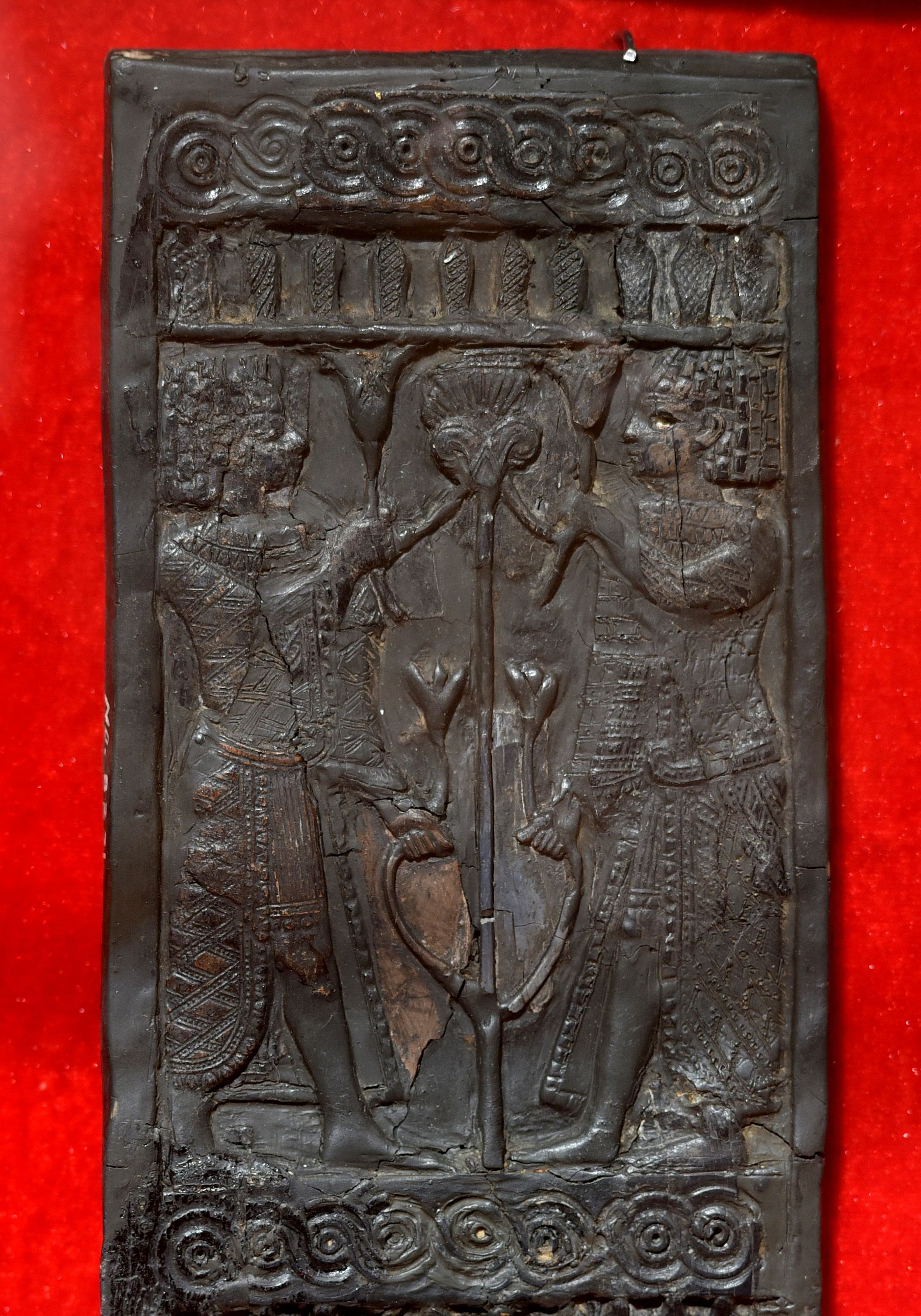
Painel de marfim esculpido mostrando jovens egípcios flanqueando caules e flores de lótus. De Ninrude, Iraque. Museu do Iraque.
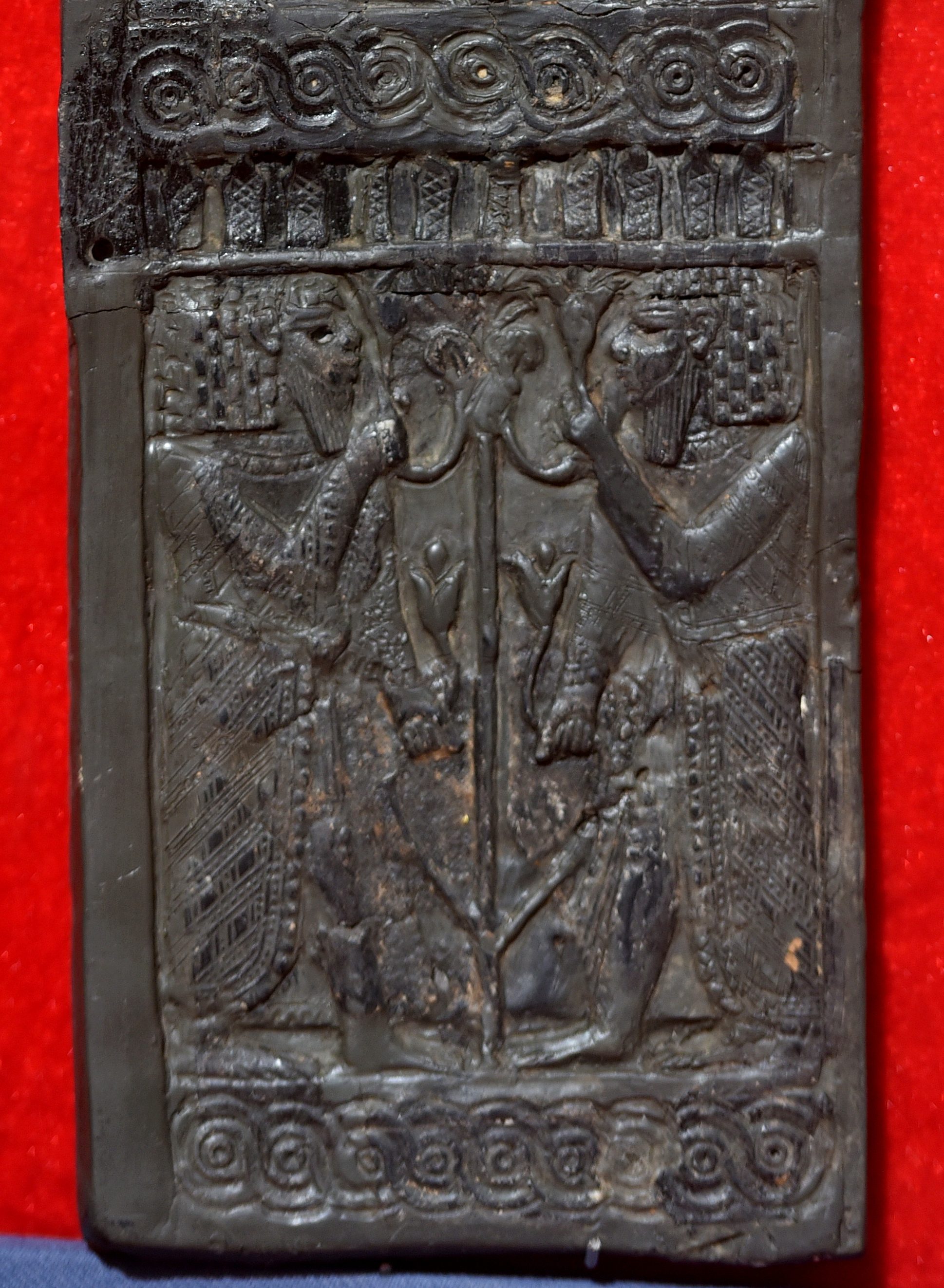
Painel de marfim esculpido mostrando jovens homens egípcios barbudos flanqueando hastes e flores de lótus. De Ninrude, Iraque. Museu do Iraque.
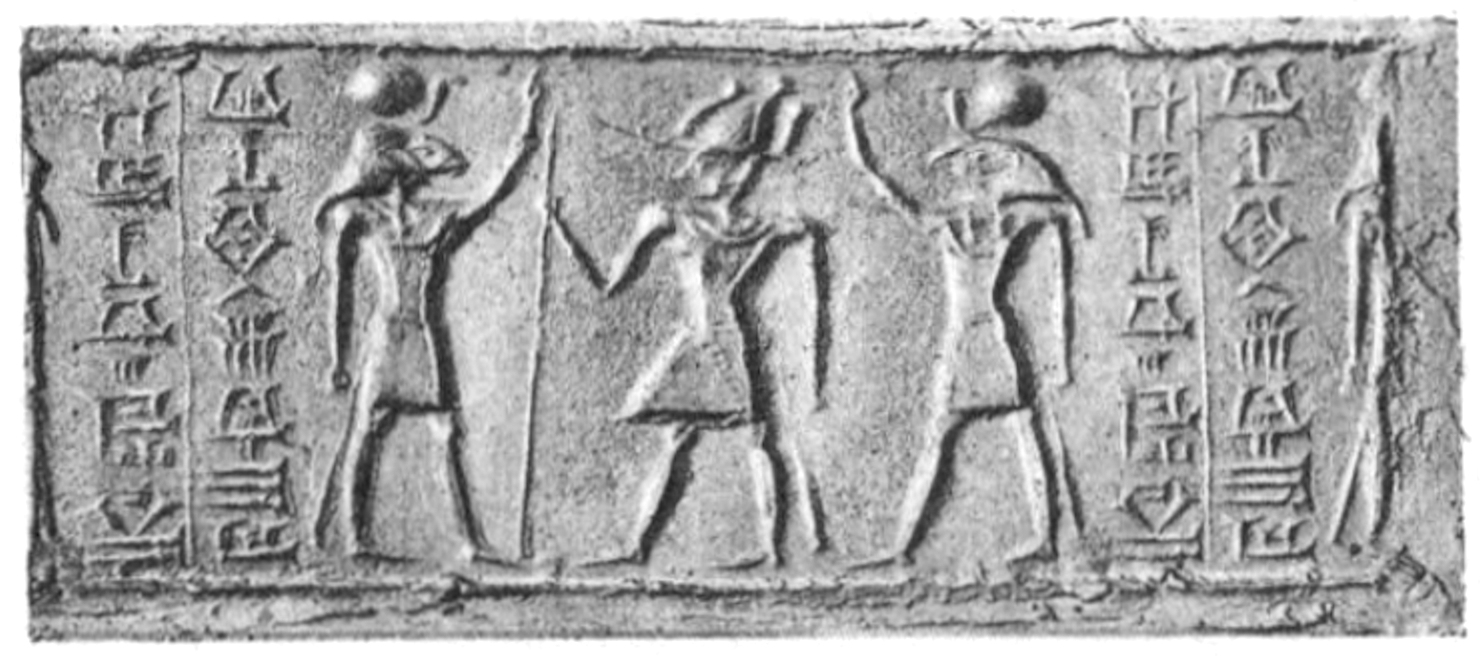
Selo cilíndrico egípcio-assírio, combinando a escrita cuneiforme assíria com divindades egípcias.

## Queda do Império Neoassírio

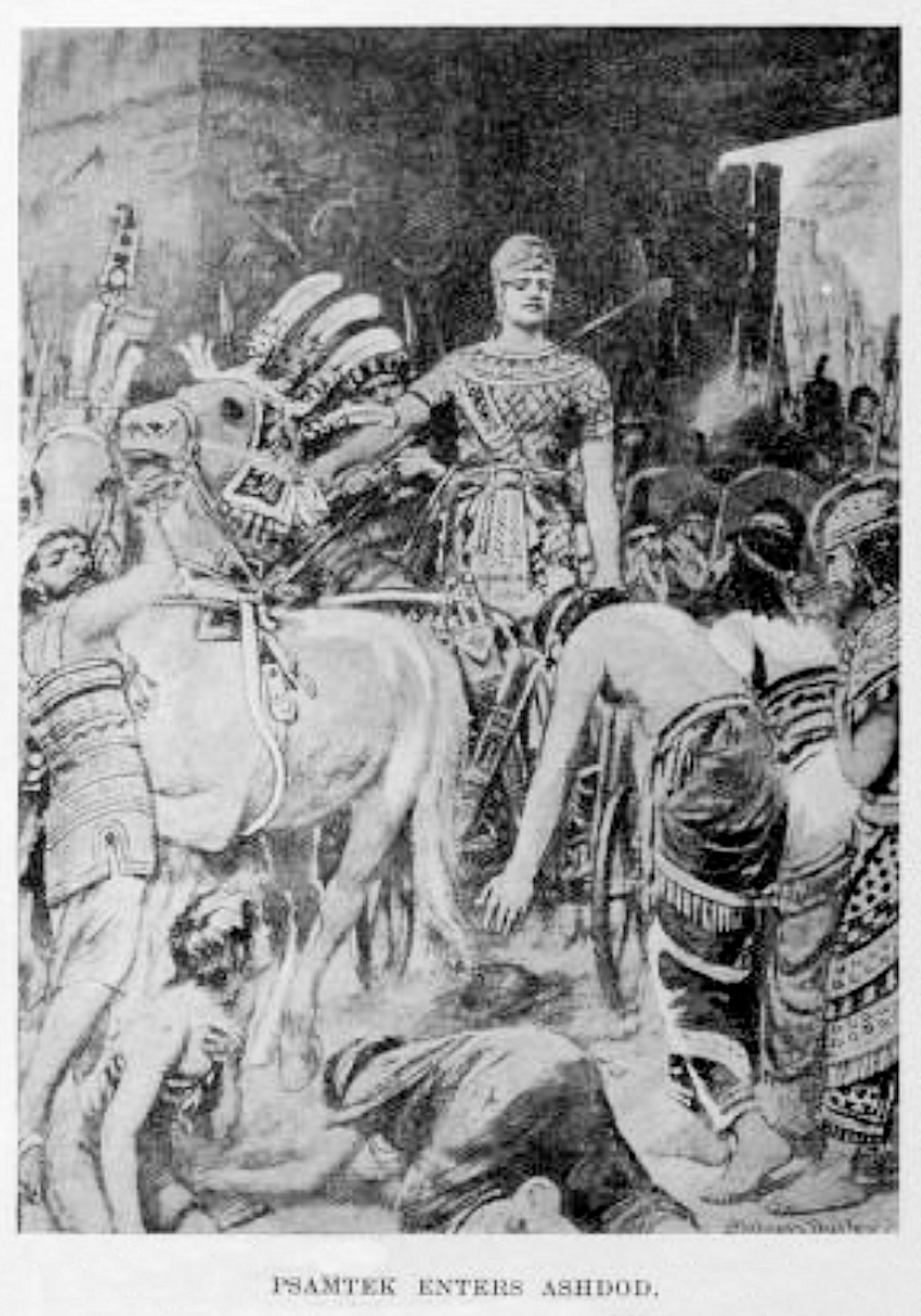
Governante egípcio Psamético I durante a queda de Asdode em, ilustração de Patrick Gray, 1900.

A nova dinastia egípcia, tendo sido instalada pelos assírios, manteve relações amistosas com eles. Mas o Império Neoassírio começou a se desintegrar rapidamente depois que uma série de amargas guerras civis eclodiu envolvendo vários pretendentes ao trono. Enquanto o império estava preocupado com revoltas e guerra civil pelo controle do trono, Psamético I abandonou seus laços com os assírios por volta de 655 a.C. e formou alianças com o rei Giges da Lídia e recrutou mercenários da Cária e da Grécia Antiga para resistir aos ataques assírios.
O estado vassalo assírio da Babilônia aproveitou as convulsões na Assíria e se rebelou sob o comando do anteriormente desconhecido Nabopolassar, um membro da tribo caldeia, em 625 a.C.. O que se seguiu foi uma longa guerra travada no coração da Babilônia.

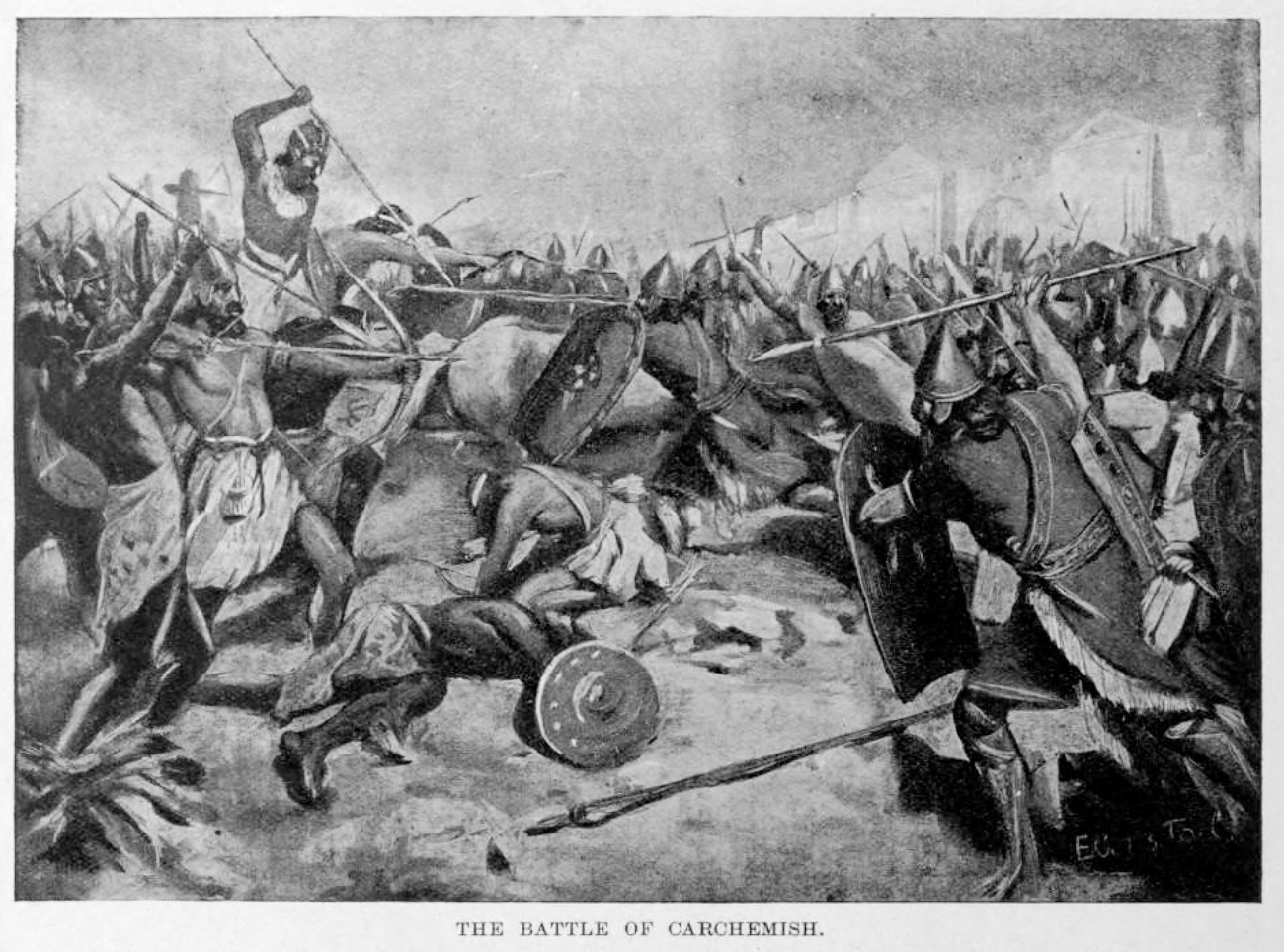
Em, uma última força egípcia lutou contra os babilônios na Batalha de Carquemis, ajudada pelos remanescentes do exército assírio, porém ambas foram derrotadas

Um general chamado Assurubalite II foi declarado rei da Assíria e, com apoio militar tardio do faraó egípcio Necao II, que desejava conter o avanço para o oeste do Império Neobabilônico, resistiu em Harã até 609 a.C.. A ajuda egípcia continuou para os assírios, que tentaram desesperadamente conter o crescente poder dos babilônios e medos.
Em 609 a.C., na Batalha de Megido, uma força egípcia derrotou uma força judia sob o rei Josias e conseguiu alcançar os últimos remanescentes do exército assírio. Em uma batalha final em Harã em 609 a.C., os babilônios e medos derrotaram a aliança assíria-egípcia, após a qual a Assíria deixou de existir como um estado independente. Em 605 a.C., outra força egípcia lutou contra os babilônios em Carquemis, ajudada pelos remanescentes do Império Neoassírio, contudo foram derrotados.